# Fritz Kötter

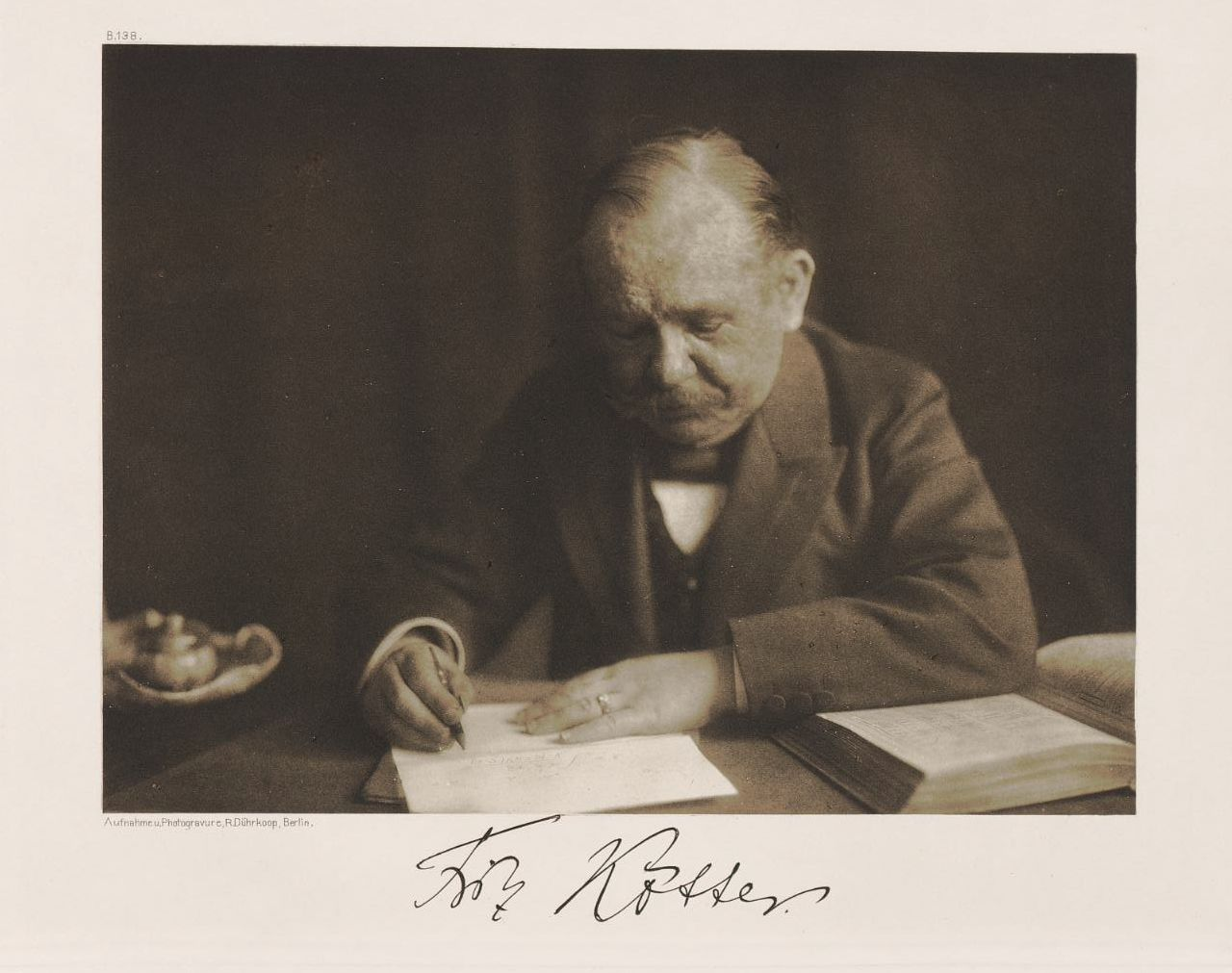
Fritz Kötter, 1907, Foto von Rudolf Dührkoop

Fritz Kötter (* 8. November 1857 in Berlin; † 17. August 1912 in Schopfheim) war ein deutscher Mathematiker mit dem Spezialgebiet Angewandte Mathematik. Im Bereich Technische Mechanik war er der erste Professor an der TU Berlin.

## Leben
Kötter studierte in Berlin und an der Universität Halle, wo er 1883 promoviert wurde (Über das Gleichgewicht biegsamer, unausdehnbarer Flächen). 1887 habilitierte er sich in Berlin, wo er auch einer derjenigen war, die Karl Weierstraß bei der Herausgabe seiner Werke unterstützten. 1895 wurde er als Professor auf den neu geschaffenen Lehrstuhl für Mathematik an die Bergakademie berufen. Ab 1900 war er der erste Professor für Technische Mechanik an der TU Berlin, wo er bis zu seinem Tod lehrte. Im Jahr 1910 wurde er zum Mitglied der Leopoldina gewählt.
Er befasste sich auch mit Erddrucklehre und verfasste darüber einen Übersichtsartikel im Jahresbericht der Deutschen Mathematiker-Vereinigung.
Zu seinen Doktoranden zählt Hans Reissner.
Fritz Kötter war der Bruder von Ernst Kötter.